# 14616 Van Gaal
14616 Van Gaal è un asteroide della fascia principale. Scoperto nel 1998, presenta un'orbita caratterizzata da un semiasse maggiore pari a 2,4105933 UA e da un'eccentricità di 0,1521065, inclinata di 11,32863° rispetto all'eclittica.
L'asteroide è intitolato a Hendrik Van Gaal, prete belga che fondò l'osservatorio pubblico di Anversa.